# Kenny Thomas
Kenneth «Kenny» Cornelius Thomas (Atlanta, Georgia, 25 de julio de 1977) es un exjugador de baloncesto estadounidense que jugó once temporadas en la NBA. Con 2,01 metros de estatura jugaba en las posiciones de ala-pívot y pívot.

## Carrera

### Universidad
Antes de dar el salto a la Universidad de Nuevo México, Kenny estuvo en el instituto en El Paso, Texas, después marchó a Albuquerque, Nuevo México para jugar en el Albuquerque High School durante su temporada sénior.
Ya en la Universidad se convirtió en toda una institución en los Lobos. En la temporada 1995-96, su primer año en la NCAA, fue nombrado MVP del torneo en la  Western Athletic Conference  y Freshman del Año en la WAC tras firmar unos números de 14.7 puntos y 7.8 rebotes por partido. 
En su campaña sophomore, 1996-97, Thomas empeoró ligeramente sus promedios anotadores, con 13.9 puntos, y reboteadores, con 6.9. Explotó como jugador en sus dos últimas temporadas en el equipo. En su año júnior, 1997-98 firmó una completísima temporada, con 16.8 puntos, 9.3 rebotes, 3 asistencias y 2.5 tapones. Fue nombrado, nuevamente, MVP del torneo en la  Western Athletic Conference, Jugador del Año en la Mountain Division de la Western Athletic Conference y All America.
En la 1998-99, en lo que era ya su temporada sénior con los Lobos, Kenny Thomas cuajó la mejor de sus campañas con 17.8 puntos, 10 rebotes, 2 asistencias, 2.4 tapones y 1.6 robos. Fue nombrado All-America. Además, se convirtió en el primer jugador de la universidad en 23 años en promediar un doble-doble y apareció en sus 3 últimas temporadas en el Mejor Quinteto.
En total, promedió en sus 4 años de periplo, 15.7 puntos (53.7% en tiros y 35.3 en triples), 8.4 rebotes, 2.1 asistencias y 1.94 tapones en los 123 partidos disputados con la Universidad de Nuevo México. Fue titular en las 4 temporadas, conduciendo a los Lobos al mejor récord en 4 años de su historia con 102 victorias y 30 derrotas, y participando en la March Madness de la NCAA cada campaña.
En el aspecto personal, acabó 2.º en la clasificación histórica de puntos (1.931), tapones (239) y mates (114), y lideró en rebotes (1.032). También pasó a ser el primer jugador en la Western Athletic Conference en superar los 1.800 puntos, 1.000 rebotes y 200 tapones.

### NBA
Houston Rockets eligió a Kenny Thomas en el puesto 22 del draft de 1999. En su temporada como novato, compartió vestuario con gente de la talla de Steve Francis, Cuttino Mobley, Charles Barkley y Hakeem Olajuwon. Sus números fueron unos prometedores 8.3 puntos y 6.1 rebotes.
En su año sophomore empeoró sus promedios con 7.1 puntos y 5.6 rebotes pero despertaría en su tercera temporada. En la 2001-02 firmó 14.1 puntos, 7.2 rebotes y 1.9 asistencias.
En la temporada 2002-03 sería traspasado a Philadelphia 76ers pese a que comenzó la campaña en los Rockets. En Filadelfia ofreció su mejor rendimiento. Ese año estuvo en 10.2 puntos y 8.5 rebotes. Números que mejoró en playoffs con 10.6 puntos y 9.3 rebotes. Los Sixers llegaron a las semifinales de conferencia, donde cayeron derrotados por 4-2 ante Detroit Pistons. Los 19 rebotes ante Charlotte Hornets en 1.ª ronda son su récord en postemporada.
La 2003-04 fue su temporada más exitosa a nivel individual con 13.6 puntos y 10.1 rebotes. Uno de los 11 jugadores que promediaron un doble-doble, y Kenny fue el más pequeño de todos con sólo 2.01 de estatura.
En la 2004-05 dejaría los Sixers iniciado el curso para marchar a Sacramento Kings en el trade que envió a Chris Webber a Filadelfia. En los Kings cuajó su mejor partido en lo que a anotación se refiere, con 32 ante Los Angeles Lakers, el 10 de abril de 2005. Sus números fueron de 14.5 puntos, 8.7 rebotes y 2.9 asistencias. En playoffs acumuló 12 puntos y 8.8 rebotes en los 5 partidos de 1.ª ronda.

## Estadísticas de su carrera en la NBA

### Temporada regular
| Año     | Equipo       | PJ  | PT  | MPP  | %TC  | %3P  | %TL  | RPP  | APP | ROB | TPP | PPP  |
| ------- | ------------ | --- | --- | ---- | ---- | ---- | ---- | ---- | --- | --- | --- | ---- |
| 1999–00 | Houston      | 72  | 29  | 25.0 | .399 | .262 | .660 | 6.1  | 1.6 | .8  | .3  | 8.3  |
| 2000–01 | Houston      | 74  | 21  | 24.6 | .443 | .272 | .722 | 5.6  | 1.0 | .5  | .6  | 7.1  |
| 2001–02 | Houston      | 72  | 71  | 34.5 | .478 | .000 | .664 | 7.2  | 1.9 | 1.2 | .9  | 14.1 |
| 2002–03 | Houston      | 20  | 14  | 29.3 | .432 | .000 | .733 | 6.9  | 2.0 | .8  | .3  | 9.9  |
| 2002–03 | Philadelphia | 46  | 28  | 30.3 | .482 | .000 | .750 | 8.5  | 1.6 | 1.0 | .5  | 10.2 |
| 2003–04 | Philadelphia | 74  | 72  | 36.5 | .469 | .200 | .752 | 10.1 | 1.5 | 1.1 | .4  | 13.6 |
| 2004–05 | Philadelphia | 47  | 43  | 28.6 | .456 | .250 | .798 | 6.6  | 1.6 | .9  | .1  | 11.3 |
| 2004–05 | Sacramento   | 26  | 15  | 31.7 | .492 | .000 | .722 | 8.7  | 2.9 | 1.0 | .4  | 14.5 |
| 2005–06 | Sacramento   | 82  | 55  | 28.0 | .505 | .000 | .676 | 7.5  | 2.0 | .9  | .5  | 9.1  |
| 2006–07 | Sacramento   | 62  | 53  | 22.8 | .482 | .000 | .513 | 6.1  | 1.2 | .7  | .3  | 5.3  |
| 2007–08 | Sacramento   | 23  | 3   | 12.2 | .421 | .000 | .000 | 2.7  | .6  | .3  | .0  | 1.4  |
| 2008–09 | Sacramento   | 8   | 0   | 7.8  | .375 | .000 | .000 | 1.9  | .1  | .8  | .1  | .8   |
| 2009-10 | Sacramento   | 26  | 2   | 12.0 | .486 | .000 | .583 | 3.3  | .6  | .4  | .4  | 1.6  |
| Total   | Total        | 632 | 406 | 27.4 | .465 | .244 | .699 | 6.9  | 1.5 | .8  | .4  | 9.3  |

### Playoffs
| Año   | Equipo       | PJ | PT | MPP  | %TC  | %3P  | %TL  | RPP | APP | ROB | TPP | PPP  |
| ----- | ------------ | -- | -- | ---- | ---- | ---- | ---- | --- | --- | --- | --- | ---- |
| 2003  | Philadelphia | 12 | 12 | 32.4 | .535 | .000 | .655 | 9.3 | .9  | .7  | .4  | 10.6 |
| 2005  | Sacramento   | 5  | 5  | 30.6 | .511 | .000 | .700 | 8.8 | 2.4 | .8  | .4  | 12.0 |
| 2006  | Sacramento   | 6  | 6  | 24.7 | .542 | .000 | .692 | 4.5 | 1.3 | .8  | .0  | 5.8  |
| Total | Total        | 23 | 23 | 30.0 | .529 | .000 | .677 | 8.0 | 1.3 | .7  | .3  | 9.7  |

## Vida personal
ES hijo de Calvin y Patricia Thomas, tiene un hijo llamado Matthew Kenneth.